# واکسیناسیون کووید ۱۹ در هند
واکسیناسیون کروناویروس ۲۰۱۹ در هند در ۱۶ ژانویه ۲۰۲۱ علیه کروناویروس آغاز شد. در این برنامه اولویت با کارکنان مراقبت‌های بهداشتی و خط مقدم مراقبت و پس از آن افراد بالای ۶۰ سال و سپس افراد بالای ۴۵ سال و مبتلا به بیماری‌های خاص است. در ژانویه ۲۰۲۱ دبیرکل سازمان ملل آنتونیو گوترش گفت که ظرفیت تولید واکسن هند بهترین دارایی جهان است. به گفته مقامات بهداشت، هند تا تاریخ ۱ آوریل ۲۰۲۱ حدود ۷۳ میلیون نفر دوز اول واکسن را دریافت کرده‌اند.

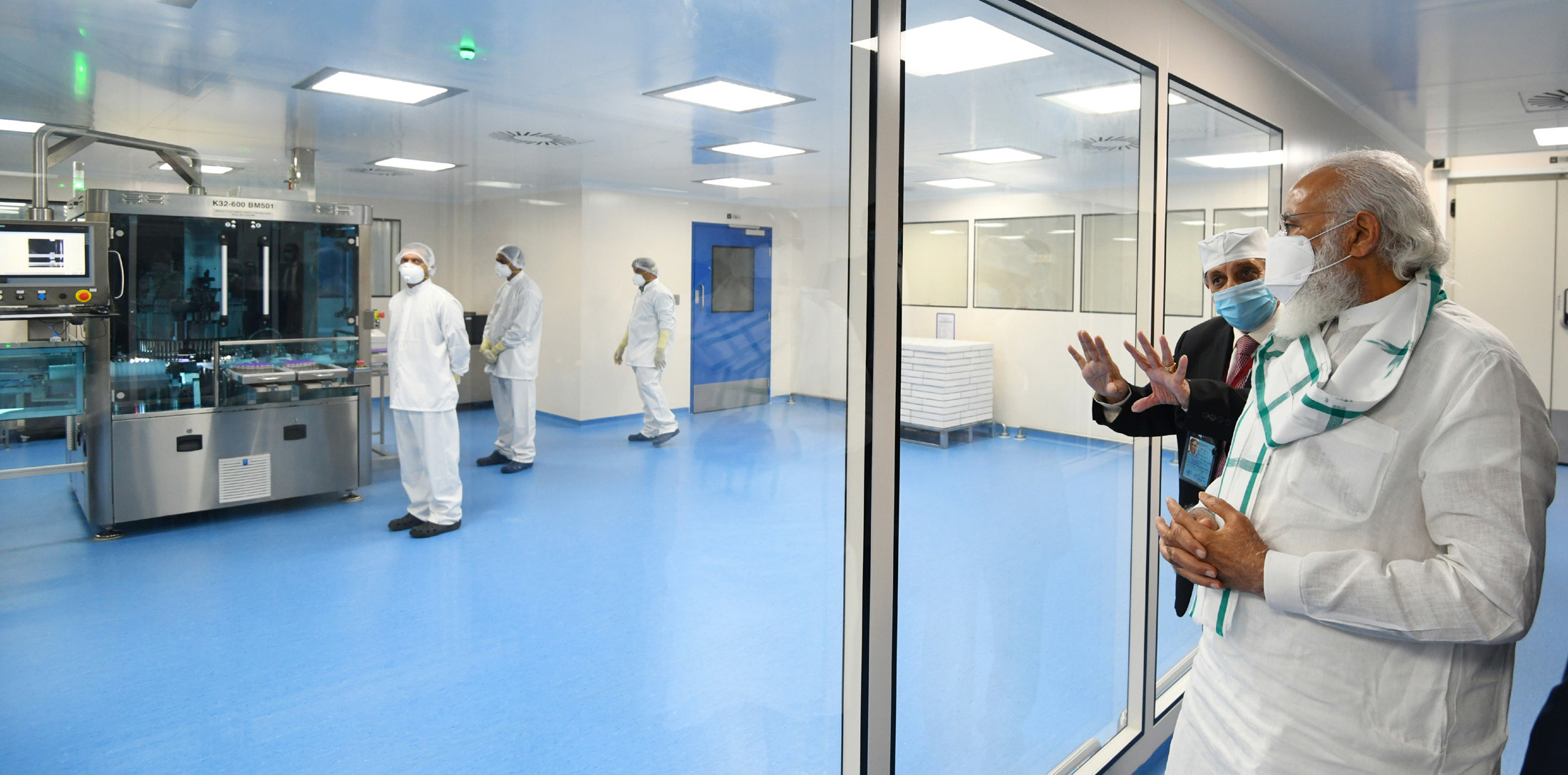
نخست‌وزیر نارندرا مودی برای بررسی آزمایشات واکسن COVID-19 در ۲۸ نوامبر ۲۰۲۰ از انستیتوی سرم هند در پونا بازدید می‌کند.

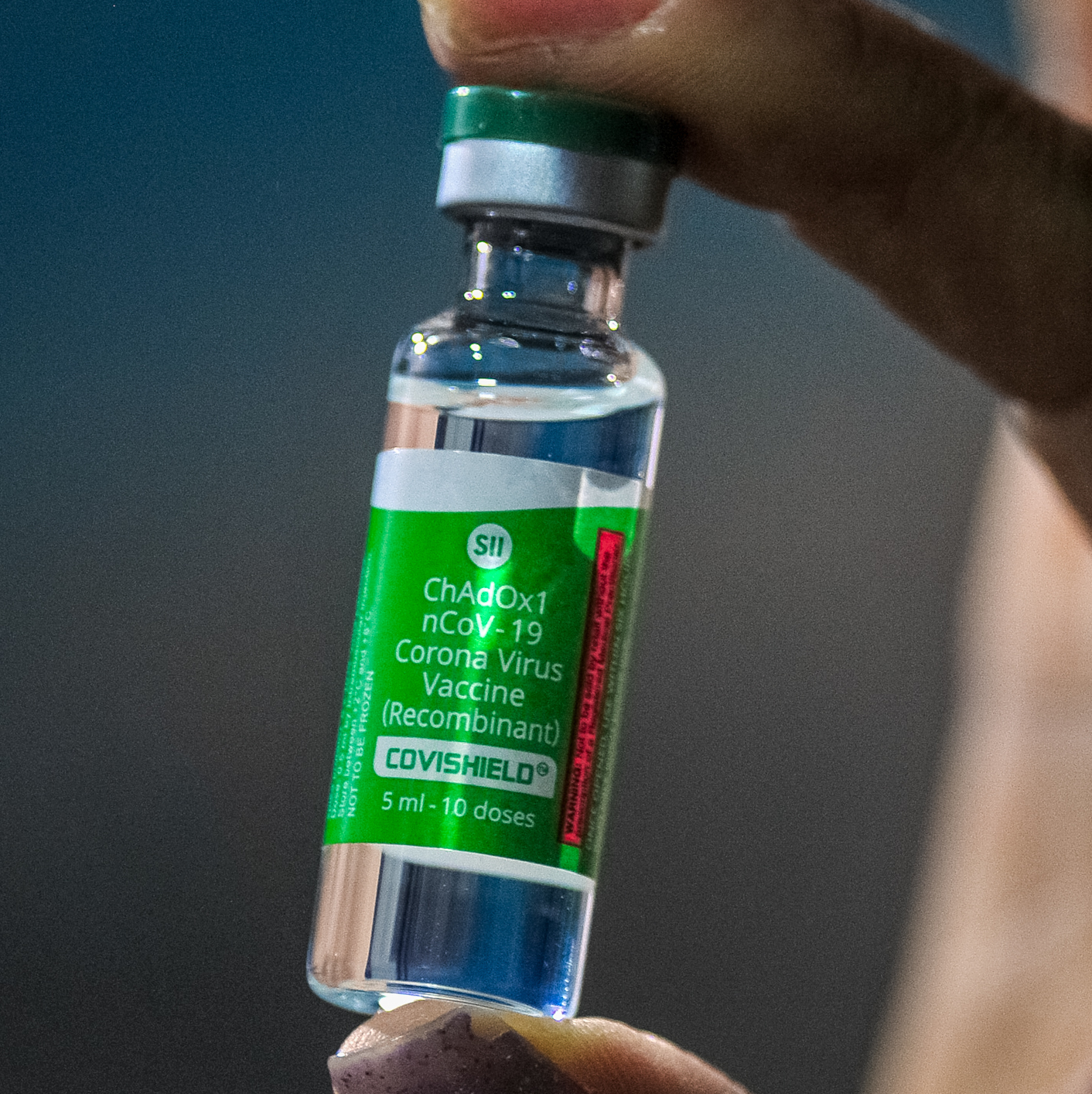
واکسن آکسفورد AstraZeneca (نسخه هندی) ۲۰۲۱